# パヤータイ病院
パヤータイ病院（Phyathai Hospital Group）は、バンコクの私立病院グループである。
インターネットにより24時間外来の受付をしており、海外からの患者や旅行者も多い。
欧州企業フィリップスの最新設備と医療技術を導入している。

## パヤータイ1病院
1976年6月30日開業。ラーチャテーウィー区のシーアユタヤ通り沿いに位置している。脳神経外科の専門病院。
タイのお土産として定番化しているマンゴスチン石鹸は1階売店「タイ・ハーブゾーン」で販売している。

## パヤータイ2病院
1987年6月22日開業。パヤータイ区のパホンヨーティン通り沿いに位置している。最寄り駅はバンコク・スカイトレインのサナームパオ駅。敷地面積11,204m2で、ベッド数550、診察室76室。外来患者数は、1日に2,000人程。

## パヤータイ3病院
1996年10月4日開業。トンブリー地区にある。